# Stíny a mlha
Stíny a mlha (v anglickém originále Shadows and Fog) je americký černobílý film z roku 1991. Natočil jej režisér Woody Allen podle vlastního scénáře, který byl inspirován jeho hrou Smrt z roku 1975. Kromě Allena, který ve filmu ztvárnil hlavní roli, v něm hráli například jeho manželka Mia Farrowová, John Malkovich nebo Madonna. Snímek byl natočen v areálu studia Kaufman Astoria Studios na ploše o rozměrech 2400 m², což byla do té doby největší filmová scéna, jaká byla v New Yorku postavena. Jde o Allenův poslední film natočený pro společnost Orion Pictures.